# Paso del Rombo
El paso del Rombo (Passo del Rombo en italiano, Timmelsjoch en alemán) es un puerto de montaña en los Alpes ubicado en la frontera entre Austria e Italia, más precisamente entre el valle de Passiria en Trentino-Alto Adigio y Sölden.
Situado a 2 474 m, es el quinto puerto de montaña más alto de los Alpes italianos. La parte del puerto que pertenece a la provincia de Tirol del Sur forma parte del parque natural Gruppo di Tessa.

## Geografía
Circula información diversa sobre la altitud del paso. El mapa oficial de Austria lo estima en 2 474 m mientras que el SIG del Tirol del Sur señala una altitud de 2 472 m. Básicamente, todos los mapas más recientes muestran el paso entre los 2 470 my los 2 480 m. Por otro lado, la señalización en la parte superior del paso y el sitio web de la empresa que mantiene el paso anuncian una indicación sorprendentemente diferente a 2 509 m.
En el paso hay un refugio popular entre muchos entusiastas del ciclismo.

El paso es uno de los lugares más fríos de los Alpes y suele soplar un viento frío. También hay un pequeño arroyo, procedente de los glaciares que lo rodean, que desciende hacia Sölden.

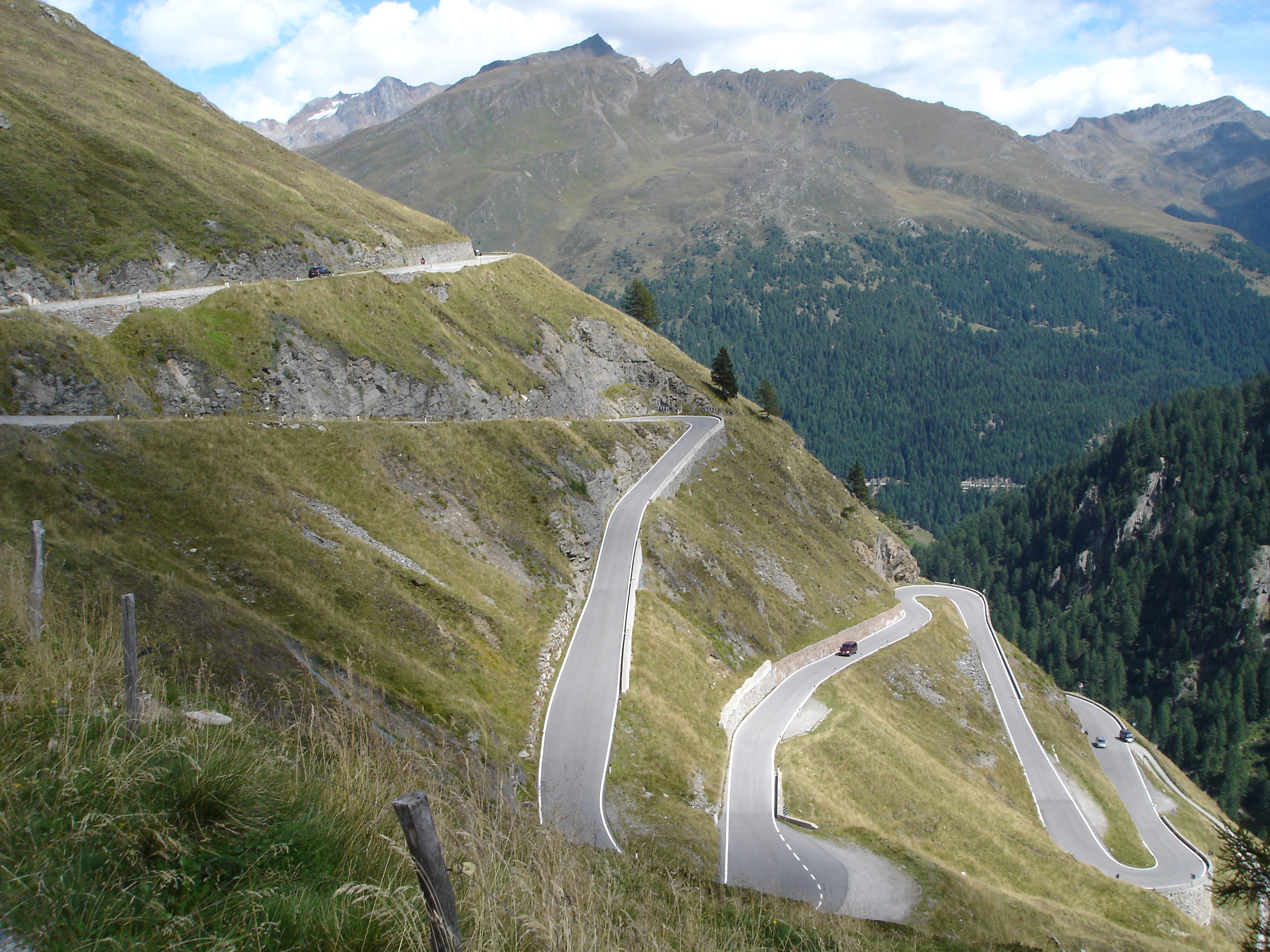
Curvas en el lado italiano.
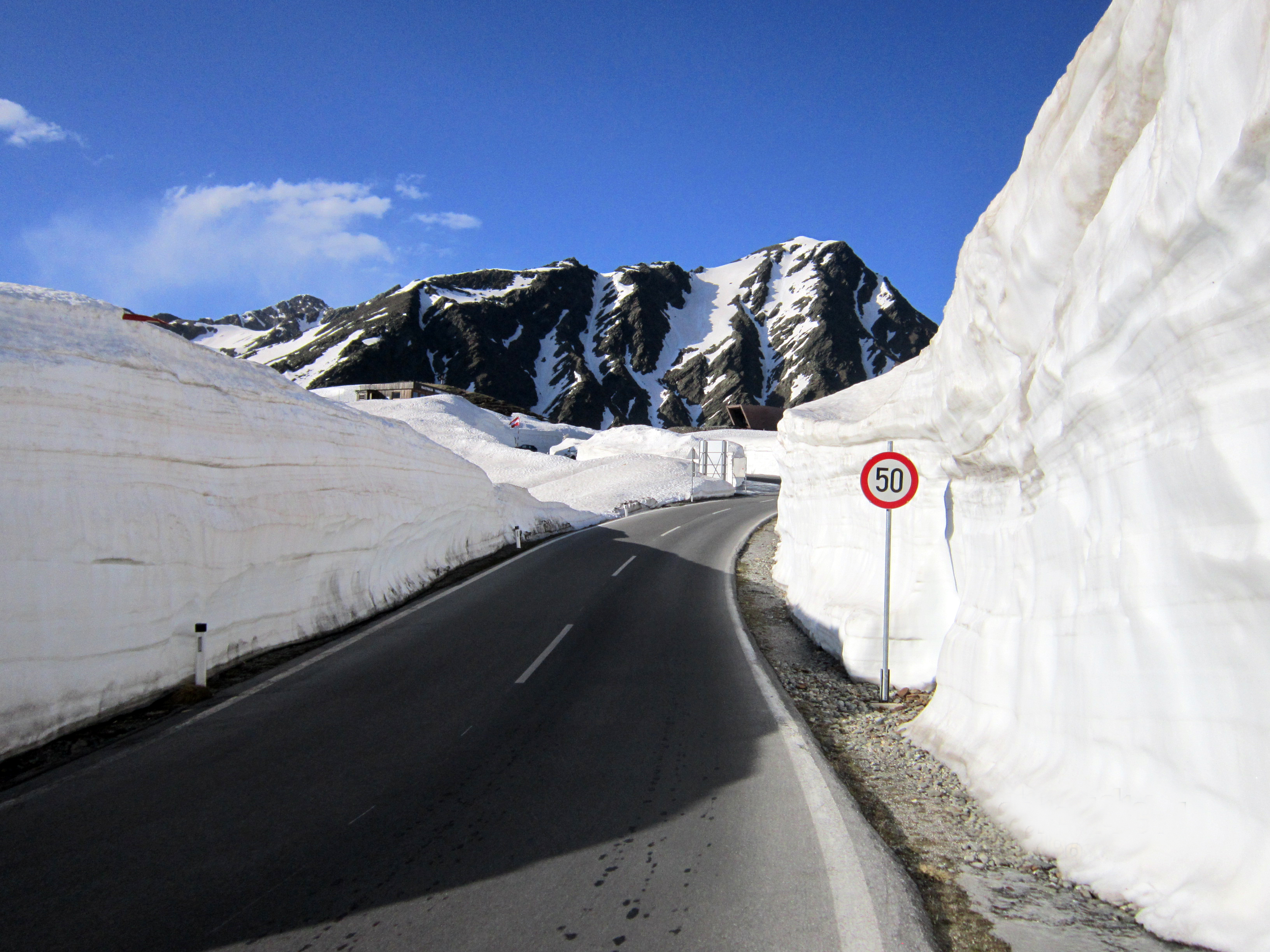
Ventisqueros en el paso de Rombo, lado austriaco. En la parte trasera, el Timmelsjochberg.
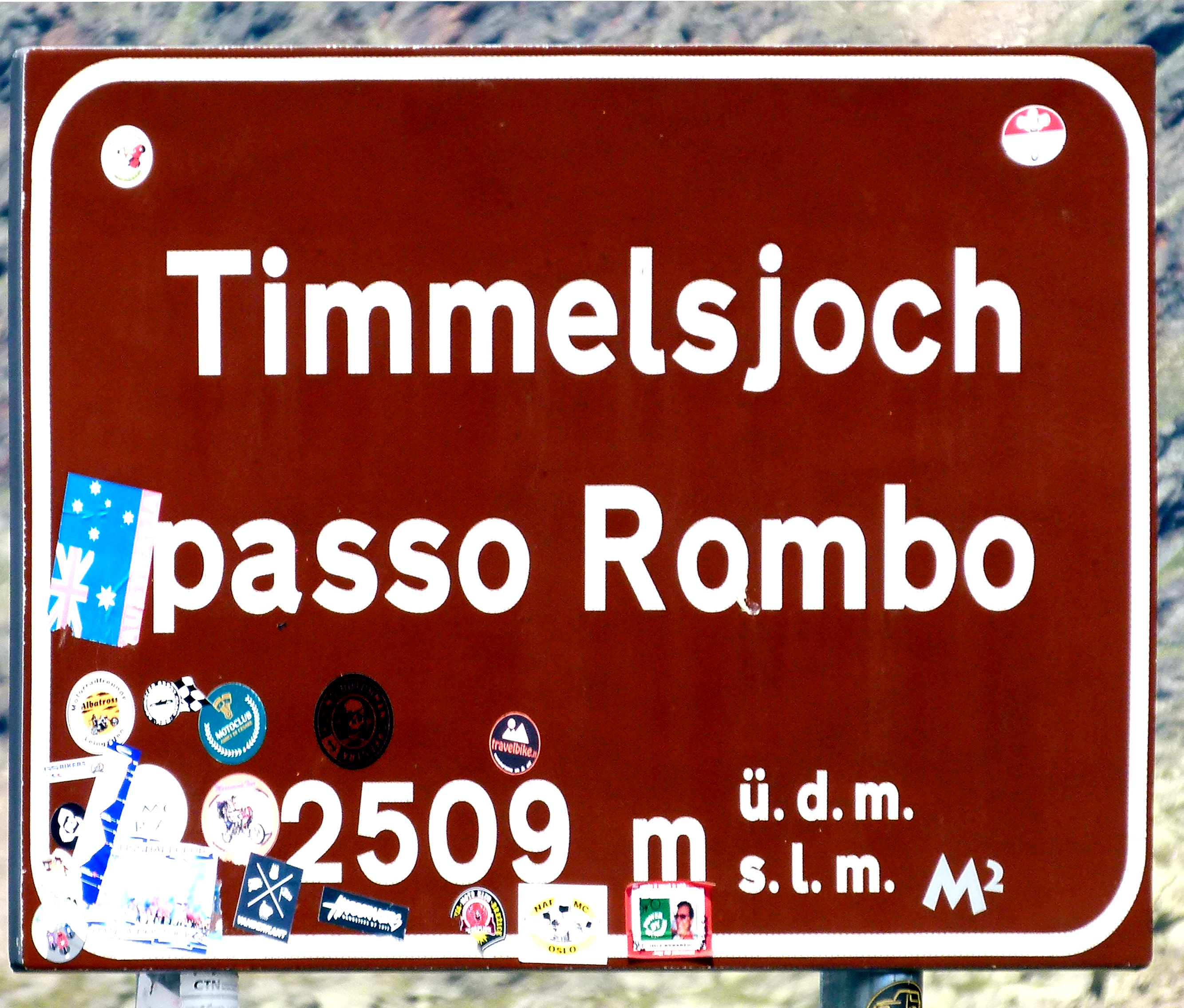
Señalización en el paso.

## Historia
En la Edad Media, el paso formaba la frontera sur del condado del valle superior del Eno y la parroquia de Silz. El paso se menciona por primera vez en 1241 con el nombre de Thymelsjoch.  En 1320, se creó un camino de mulas. Inicialmente era una ruta comercial, y los comerciantes Fugger y Welser también la utilizaron. Hacia 1770, están atestiguados los nombres TImbl Ioch y Passeyrergericht Alpe Timbls. En 1897, el Landtag tirolés decidió construir una carretera a través del Timmel, pero se propusieron otros proyectos.
Desde la entrada en vigor del Tratado de Saint-Germain-en-Laye en 1920, el paso se encuentra en la frontera entre Italia y Austria.

### La carretera
La carretera del paso se construyó en el lado austriaco a lo largo de un antiguo enlace importante, una de las principales vías de comunicación entre Merano y el Tirol, entre 1955 y 1959 a un costo de 28 millones de chelines austríacos. Su construcción marca un punto de inflexión con los métodos tradicionales : se utilizaron cuatro máquinas y podían desarrollar el trabajo de 130 hommes. Entre noviembre y mayo, la presencia de nieve hizo que los trabajos se detuviesen.
En el lado italiano, la carretera se construyó en la década de 1930 por deseo de Benito Mussolini con fines militares para tener una ruta alternativa al paso del Brennero y al paso de Resia. En el contexto del Pacto Hitler-Mussolini, el trabajo se detuvo en 1939 — supuestamente el día en que los dos dictadores se reunieron en el Brennero -, y el enlace final se inauguró el 15 de septiembre de 1968.

## Peaje

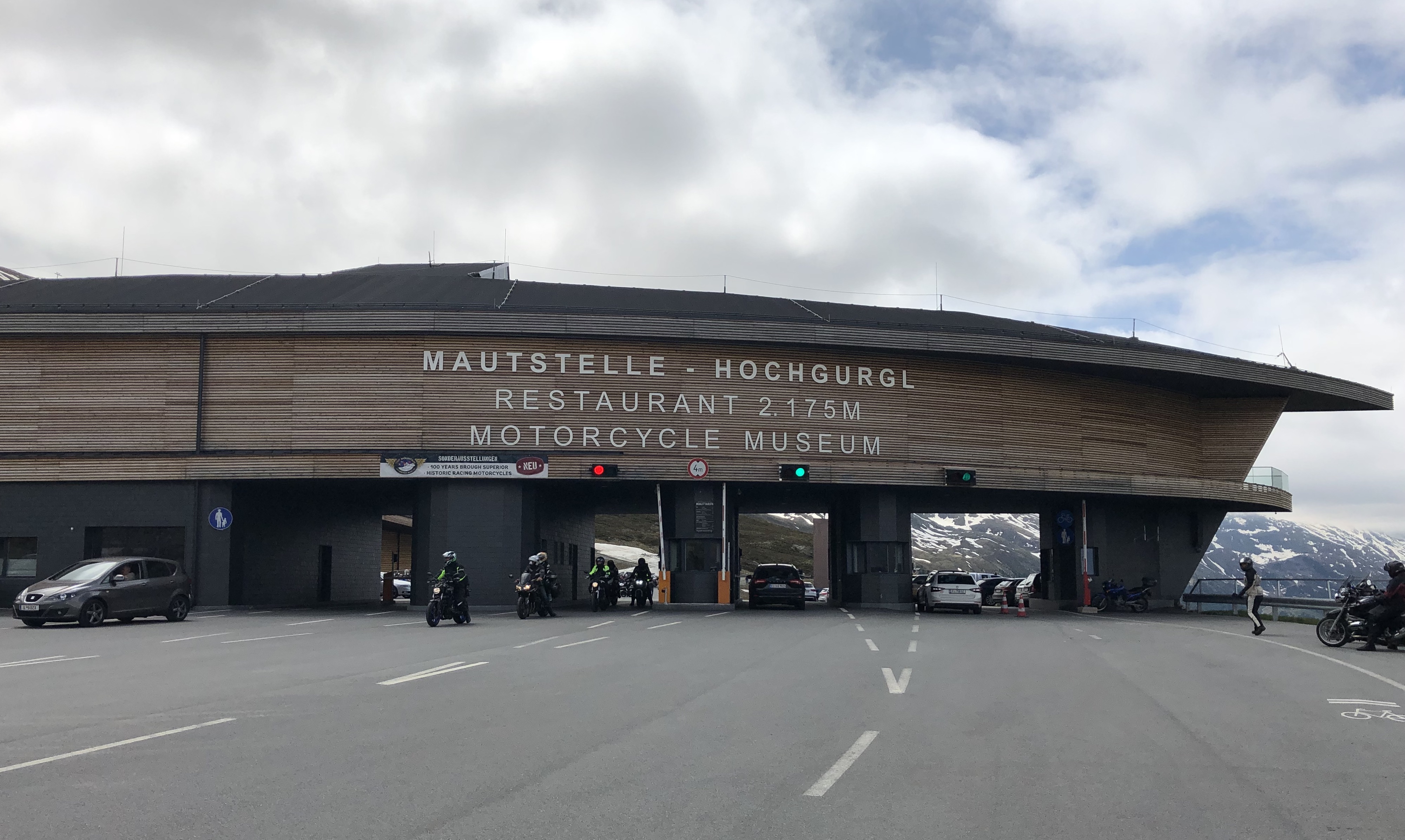
El peaje que también alberga un museo dedicado a las motos.

En la parte italiana, el permiso de tránsito está limitado solo a determinadas categorías de vehículos como automóviles y motocicletas, mientras que está prohibido para camiones y autobuses de más de 10 metros y con un peso total superior a ocho toneladas. No hay barreras de peaje a diferencia del lado austriaco, a unos 7 km del paso.

## Museos

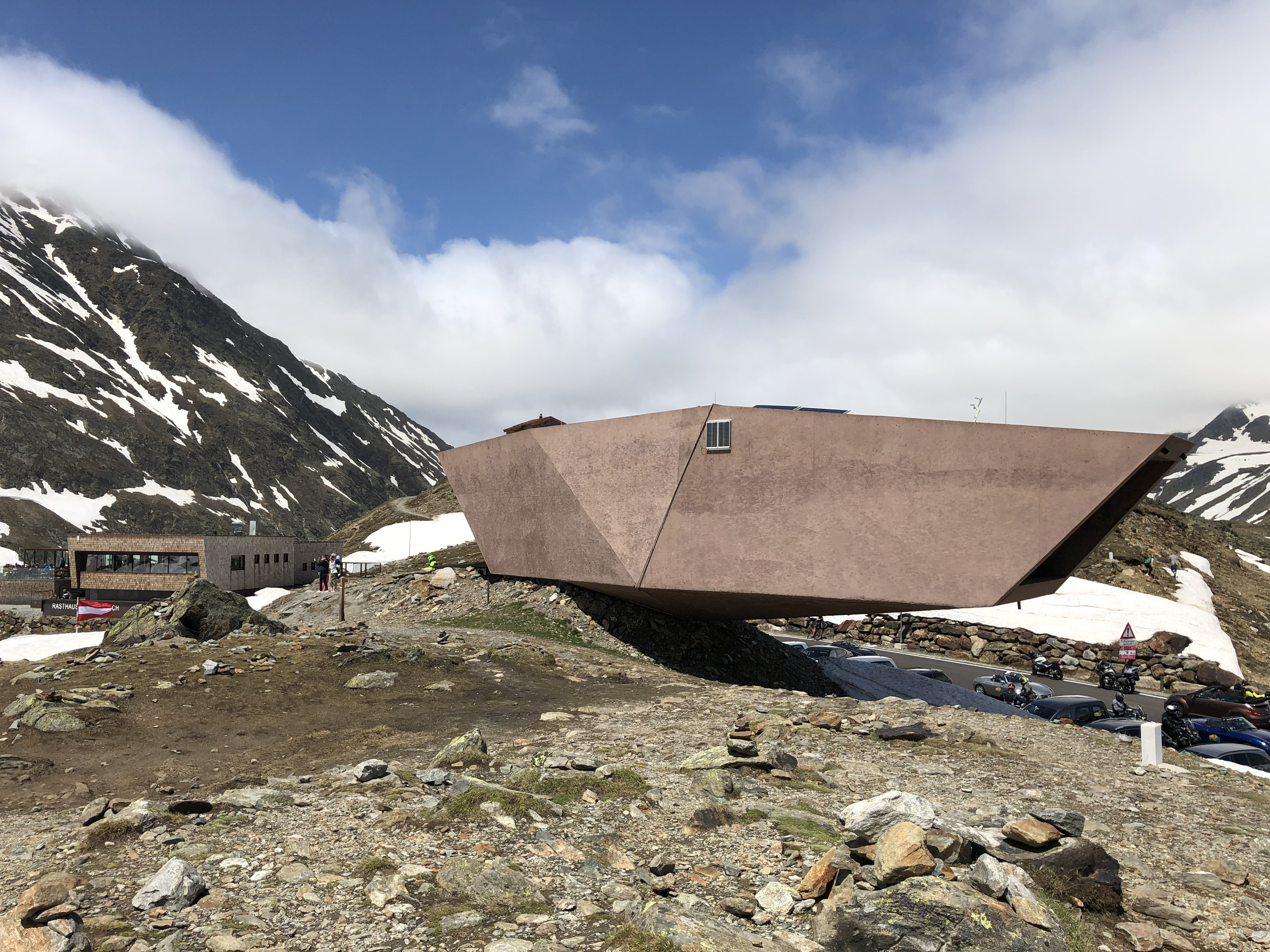
El museo del paso.

En 2010 se creó un museo en el lado austriaco del paso transfronterizo, diseñado por el arquitecto del Tirol del Sur Werner Tscholl. Ilustra la historia de la carretera y su evolución a lo largo de los siglos. La particular arquitectura moderna, en forma de cubo abierto, enfatiza la función de comunicación y conexión que siempre ha ejercido el espacio alpino.
En septiembre de 2018, se inauguró el Timmel Transit Museum como parte del 50 aniversario de construcción de la carretera del paso. El museo, ubicado en el lado italiano, fue diseñado como una parte complementaria del otro museo. Está ubicado en un antiguo cuartel de los años 30.